# Tuula Karjalainen
Tuula Karjalainen, född 1942, är en finländsk konsthistoriker, kurator och författare.
Hon disputerade i konsthistoria 1990 på avhandlingen Uuden kuvan rakentajat om konkretismens genombrott i Finland. Hon var 1993–2001 chef för Helsingfors stads konstmuseum och 2001–2006 chef för Kiasma, museet för nutidskonst i Helsingfors.
Hon fick 2014 det finländska Lauri Jäntti-priset för facklitteratur för Tove Jansson: arbeta och älska.